# سوران (مشهد)
سوران روستایی در دهستان طوس بخش مرکزی شهرستان مشهد استان خراسان رضوی ایران است. ساکنان این روستا به مرور زمان از سوران مهاجرت کردند و اکنون جمعیت این روستا صفر و به عبارتی دیگر، خالی از سکنه می‌باشد.

## جمعیت
بر پایه سرشماری عمومی نفوس و مسکن در سال ۱۳۹۵ این روستا بدون جمعیت بوده است.